# NGC 3223
NGC 3223 (również IC 2571 lub PGC 30308) – galaktyka spiralna (Sb), znajdująca się w gwiazdozbiorze Pompy. Odkrył ją John Herschel 2 lutego 1835 roku.